# Теллі Савалас
Арістотеліс «Теллі» Савалас (англ. Aristotelis «Telly» Savalas, 21 січня 1922 — 22 січня 1994) — американський актор і співак, найбільш відомий завдяки головній ролі в детективному телесеріалі 1970-х років «Коджак». Був членом Американо-грецького прогресивного просвітницького союзу. Лауреат Почесної медалі острова Елліс (1990).

## Життєпис
Теллі Савалас народився 21 січня 1922 року в Гарден-Сіті, штат Нью-Йорк, в сім'ї грецьких іммігрантів — Ніка Цаваласа, власника ресторану грецької кухні, і Христини Капсаліс, художниці-уродженки Спарти. У 1941 році Теллі вступив до армії і брав участь у Другій світовій війні, з якої був демобілізований, отримавши орден «Пурпурове серце».
Після демобілізації Савалас вступив до Інституту Збройних Сил, де вивчав радіо- і телепродюсування. Потім він вступив до Колумбійського університету, де продовжив вивчати психологію. На початку 1950-х років він працював на радіо ABC, а згодом став виконавчим продюсером власного популярного ток-шоу «Кав'ярня Теллі», за яке отримав премію Пібоді.
1959 року Савалас був присутній на прослуховуванні для антології CBS Armstrong Circle Theatre, маючи намір запропонувати другу-акторові свою роль. Натомість зловісна поведінка Саваласа привернула увагу кастинг-директора, і той взяв його на головну роль, що дало поштовх для участі в інших телевізійних роботах і ролях у кіно. За роль в'язня-одинака Фето Гомеса Савалас отримав номінацію на премію «Оскар» за найкращу чоловічу роль другого плану. Теллі Савалас став відомим завдяки своїм підступним ролям, часто пов'язаним з образами садистів чи психопатів. Найвідомішою роллю Саваласа стала гра в телесеріалі «Коджак». Початок серіалу поклав телефільм 1973 року «Вбивства Маркуса-Нельсона», сюжет якого був заснований на справі про вбивства двох дівчат, скоєних у Мангеттені 1963 року. Персонаж Саваласа у своїй першій появі отримав ім'я Тео Коджак.
Лейтенант Теодор Коджак був лисим нью-йоркським детективом, який полюбляв льодяники і чиїм девізом був вислів «Хто тебе любить, крихітко?». Хоча трюк із льодяниками було додано для того, щоб побалувати себе солодощами, Савалас також багато курив на екрані —  сигарети, сигарили та сигари —  протягом усіх серій першого сезону. Льодяники, через які, як пізніше зізнався Савалас, у нього з'явилися три карієси, також були частиною (невдалої) спроби Коджака (і самого Саваласа) вирішити кинути палити. Критик Клайв Джеймс пояснив привабливість головного актора в ролі Коджака: «Теллі Савалас може зробити так, що поганий сленг звучить як хороший сленг, а хороший сленг — як лірична поезія. Не те, ким він є, а те, як він розмовляє, змушує вас налаштуватися на нього». Його непідкупний персонаж, що смокче льодяники, був настільки популярним, що з'явився спін-офф серіал, який виходив у 1973 — 1978 роках на каналі CBS. Серіал зробив Саваласа іконою гедоністичних 70-х років. Ця популярність дозволила йому найняти брата Джорджа (професійний псевдонім «Демосфен») на роль детектива Ставроса. І донині коронну фразу Коджака «Хто тебе любить, крихітко?» можна почути по всьому світу. За свою роль у серіалі Савалас отримав «Еммі» та два «Золоті глобуси».
Після завершення кар'єри у телесеріалі «Коджак» Савалас почав мандрувати світом, знявшись у кількох призабутих європейських фільмах і ведучи декадентський спосіб життя. Актор помер 22 січня 1994 року в Юніверсал-Сіті, Каліфорнія.

## Фільмографія
| Рік         |    | Українська назва                              | Оригінальна назва               | Роль                  |
| ----------- | -- | --------------------------------------------- | ------------------------------- | --------------------- |
| 1962        | ф  | Мис страху                                    | Cape Fear                       | Чарльз Сіверс         |
| 1962        | ф  | Птахолов з Алькатраса                         | Birdman of Alcatraz             | Фето Гомес            |
| 1963        | с  | Сутінкова зона                                | The Twilight Zone               | Ерік Стрітор          |
| 1964        | с  | Альфред Хічкок представляє                    | The Alfred Hitchcock Hour       | Гаррі з Філадельфії   |
| 1964 — 1966 | с  | Утікач                                        | The Fugitive                    | різні персонажі       |
| 1965        | ф  | Найвеличніша з коли-небудь розказаних історій | The Greatest story Ever Told    | Понтій Пілат          |
| 1965        | ф  | Чингісхан                                     | Genghis Khan                    | Шан                   |
| 1965        | с  | Бонанза                                       | Bonanza                         | Чарльз Огастас Хакет  |
| 1965        | ф  | Битва за Арденни                              | Battle of the Bulge             | сержант Гуффі         |
| 1967        | с  | ФБР                                           | The F.B.I.                      | Ед Клементі           |
| 1967        | ф  | Брудна дюжина                                 | The Dirty Dozen                 | Арчер                 |
| 1968        | ф  | Доброго вечора, місіс Кампбел                 | Buona Sera, Mrs.Campbell        | Волтер Бреддок        |
| 1969        | ф  | Золото Маккенни                               | Mackenna's Gold                 | сержант Тіббс         |
| 1969        | ф  | На секретній службі Її Величності             | On Her Majesty's Secret Service | Блофелд               |
| 1970        | ф  | Герої Келлі                                   | Kelly's Heroes                  | сержант «Великий Джо» |
| 1970        | ф  | Загарбники землі                              | Land Raiders                    | Вінсент Карденас      |
| 1971        | ф  | Гарненькі дівчата, станьте в ряд              | Pretty Maids All in a Row       | Сем Серчер            |
| 1972        | ф  | Потяг страху                                  | Horror Express                  | капітан Казан         |
| 1973 — 1978 | с  | Коджак                                        | Kojak                           | Тео Коджак            |
| 1978        | ф  | Козеріг-1                                     | Capricorn One                   | Олбейн                |
| 1979        | ф  | Втеча до Афін                                 | Escape to Athena                | Зено                  |
| 1979        | ф  | бранці Посейдона                              | Beyond the Poseidon Adventure   | капітан Стефан Свево  |
| 1979        | ф  | Маппети                                       | The Muppet Movie                | Ель Слізо Таф         |
| 1981        | с  | Казки про несподіване                         | Tales of Unexpected             | Джон Бріссон          |
| 1984        | ф  | Перегони «Гарматне ядро» 2                    | Cannonball Run ll               | Хаймі Каплан          |
| 1985        | с  | Човен кохання                                 | The Love Boat                   | лікар Фабіан Кейн     |
| 1985        | тф | Досьє «Білорусь»                              | Kojak The Belarus File          | лейтенант Тео Коджак  |
| 1985        | тф | Аліса в Країні див                            | Alice in Wonderland             | Чеширський Кіт        |
| 1987        | тф | Ціна справедливості                           | The Price of Justice            | лейтенант Тео Коджак  |